# 1834
1834 (MDCCCXXXIV) byl rok, který dle gregoriánského kalendáře započal středou.

## Události
- 1. ledna – Vznikl Německý celní spolek.
- 15. července – Královským dekretem byla ve Španělsku zrušena inkvizice.
- 29. července – Požár zničil velkou část města Vysoké nad Jizerou.
- 1. srpna – Na území Britského impéria nabyl platnosti zákaz otroctví.
- 16. října – Westminsterský palác v Londýně byl silně poničen požárem.
- 21. prosince – Ve Stavovském divadle měla premiéru hra Josefa Kajetána Tyla Fidlovačka s hudbou Františka Škroupa. Karel Strakatý zde poprvé zazpíval píseň Kde domov můj.[1]
- V Žamberku byl švýcarským podnikatelem Mikulášem Vonwillerem otevřen závod Vonwiller a spol.

### Probíhající události
- 1817–1864 – Kavkazská válka

## Vědy a umění
- Francouzský fyzik Jean Charles Athanase Peltier objevil Peltierův jev.
- Ruský básník Alexandr Sergejevič Puškin vydal novelu Piková dáma.
- 1834–1838 – Fyzik Moritz Hermann Jacobi zkonstruoval v Rusku první provozuschopný elektromotor.

## Narození

### Česko

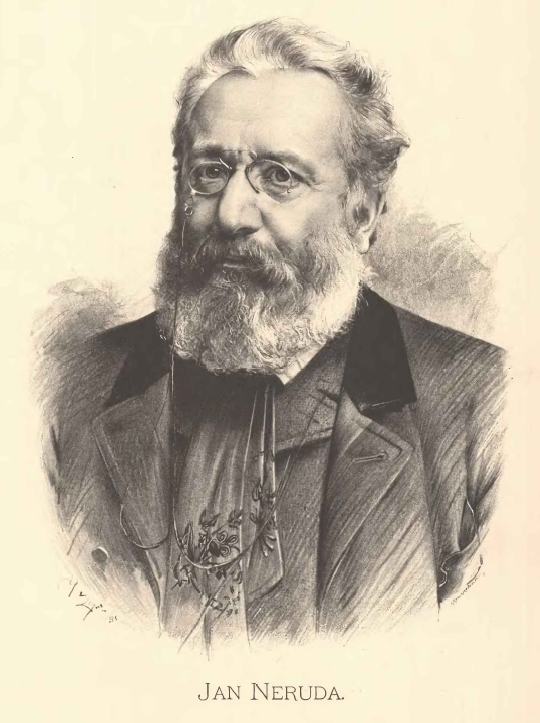
Jan Neruda (* 9. července)

- 3. ledna – Josef Zintl, poslanec Českého zemského sněmu († 24. června 1908)
- 5. ledna – Alois Funke, politik německé národnosti († 23. ledna 1911)
- 17. ledna – Karel Schicho, malíř († 5. ledna 1908)
- 2. února – Blažej Mixa, politik († 24. prosince 1915)
- 11. února – Gustav Walter, operní pěvec († 31. ledna 1910)
- 18. února – Bedřich Karel Kinský, šlechtic a politik († 23. září 1899)
- 7. března – Václav Kredba, učitel a spisovatel († 22. září 1913)
- 10. března – Mathias Pangerl, historik a archivář († 14. ledna 1879)
- 15. března – Karel Purkyně, malíř († 5. dubna 1868)
- 20. března – Michael Schuster, česko-německý právník, vysokoškolský učitel a rektor Karlo-Ferdinandovy univerzity (* 7. dubna 1767)
- 28. března – Viktor Barvitius, malíř († 9. června 1902)
- 31. března – Hugo Jelínek, cukrovarnický odborník, vynálezce a politik († 10. dubna 1901)
- 5. dubna – Vincenc Brandl, historik a moravský zemský archivář († 26. prosince 1901)
- 24. dubna – Jiří Pacold, rektor Českého vysokého učení technického († 18. února 1907)
- 6. května – Jan Kvíčala, klasický filolog, pedagog a politik († 10. června 1908)
- 17. května – Karel Frič, obchodník, překladatel a podnikatel († 12. září 1915)
- 22. května – Josef Balcar, pedagog, autor učebnic († 3. června 1899)
- 2. června – Tereza Stolzová, operní pěvkyně († 22. srpna 1902)
- 13. června
  - Karel Schindler, lesnický odborník, pedagog a politik († 12. června 1905)
  - Antonín Javůrek, právník a hudební skladatel († 15. října 1887)
- 15. června – Jan Nepomuk Woldřich, geolog, paleontolog a amatérský archeolog († 3. února 1906)
- 3. července – Antonín Pavel Wagner, sochař († 27. ledna 1895)
- 8. července – Antonín Randa, právník, rektor Univerzity Karlo-Ferdinandovy v Praze, politik († 6. října 1914)
- 9. července – Jan Neruda, básník a novinář († 22. srpna 1891)
- 6. srpna – Václav Reichert, právník a politik († 9. října 1912)
- 21. srpna – Justus Emanuel Szalatnay, šlechtic, evangelický farář ve Velimi († 30. dubna 1910)
- 24. září – Wenzel Wenhart, rakouský pedagog a básník († 13. listopadu 1912)
- 3. října – Vilém Blodek, hudební skladatel z období českého hudebního romantismu († 1. května 1874)
- 5. října – Baruch Placzek, brněnský rabín († 7. září 1922)
- 11. října – Emilián Skramlík, pražský podnikatel a komunální politik († 21. května 1903)
- 22. října – Ferdinand Bonaventura Kinský, šlechtic († 2. ledna 1904)
- 2. listopadu – Josef Müller, ředitel hlavní mincovny ve Vídni a poslanec Českého zemského sněmu († 26. prosince 1910)
- 10. listopadu – Martin Josef Nováček, dirigent, skladatel a hudební pedagog v zahraničí († 19. března 1906)
- 29. listopadu – Ladislav Josef Čelakovský, botanik († 24. listopadu 1902)
- 2. prosince – František Šimáček, novinář a nakladatel († 5. května 1885)
- 12. prosince – Vilém ze Schaumburg-Lippe, šlechtic († 4. dubna 1906)
- 19. prosince – Leopold Maria Zeithammer, hospodářský správce, pedagog, publicista a spisovatel († 17. března 1905)

### Svět

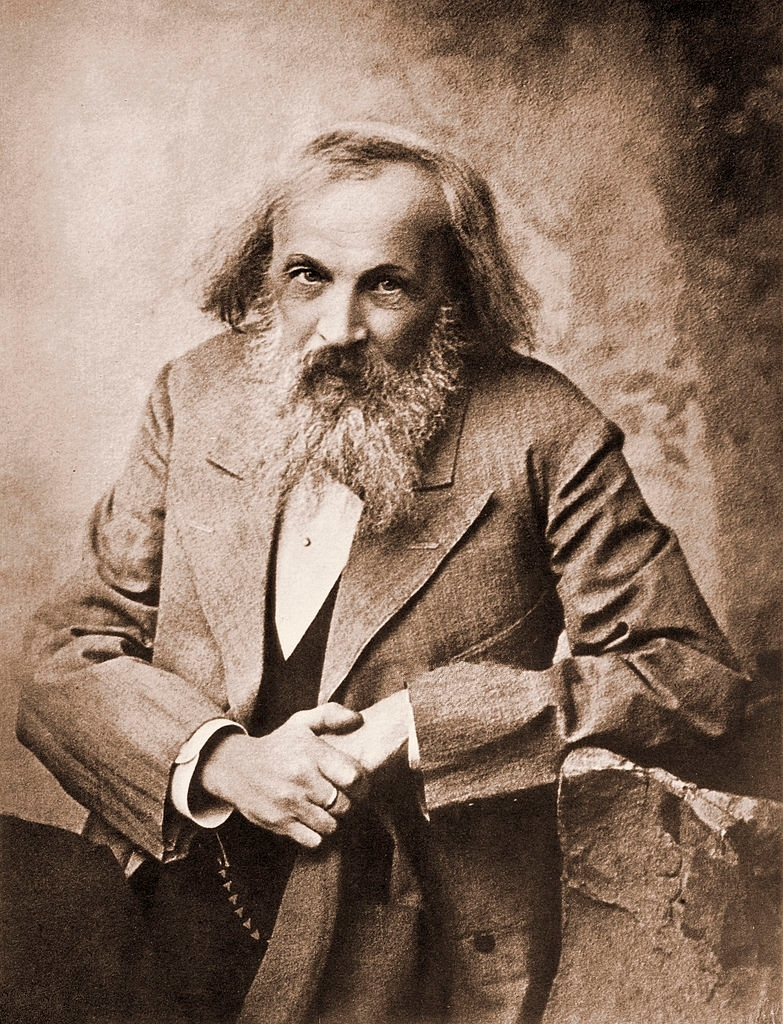
Dmitrij Ivanovič Mendělejev (* 8. února)

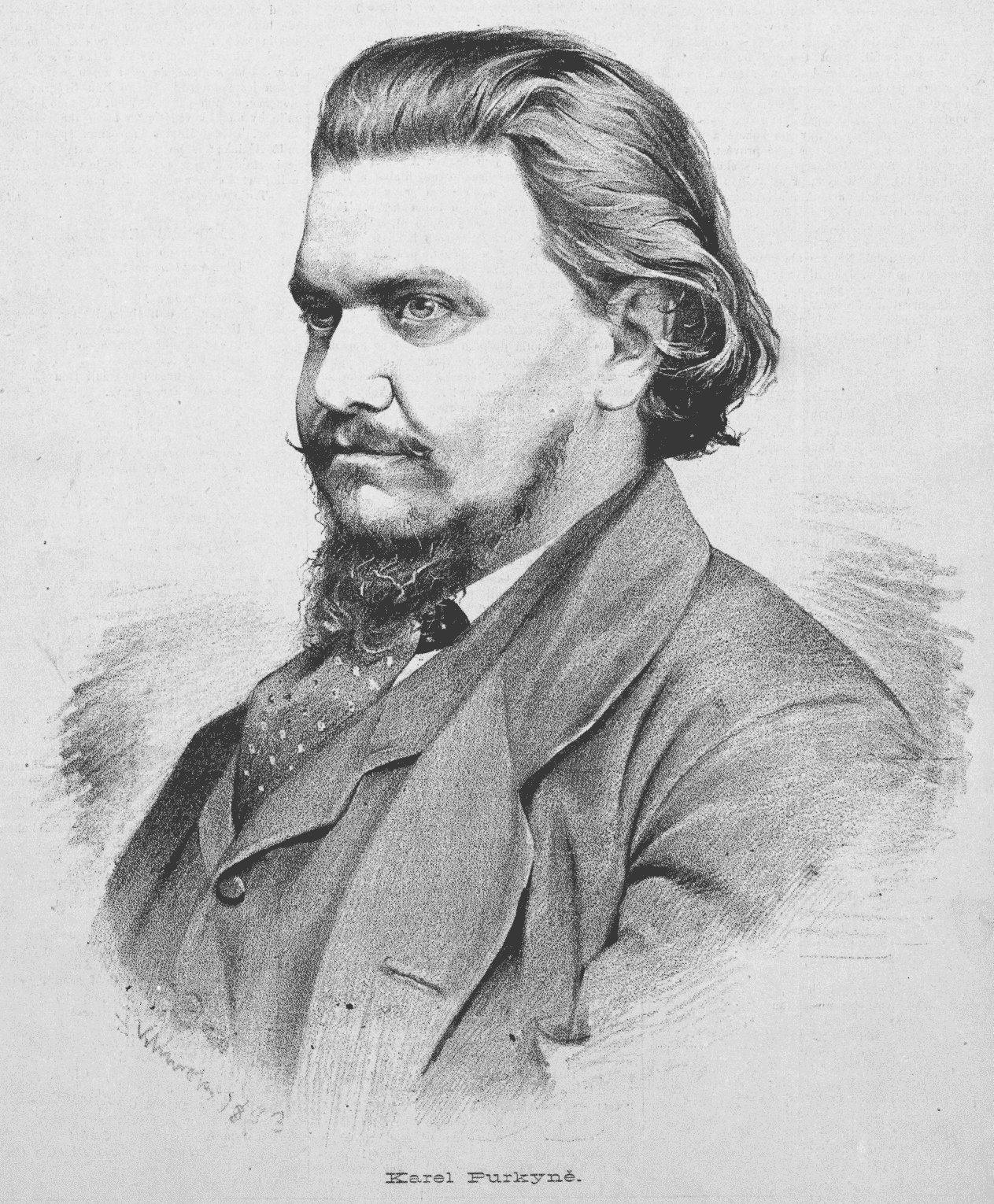
Karel Purkyně (* 15. března)

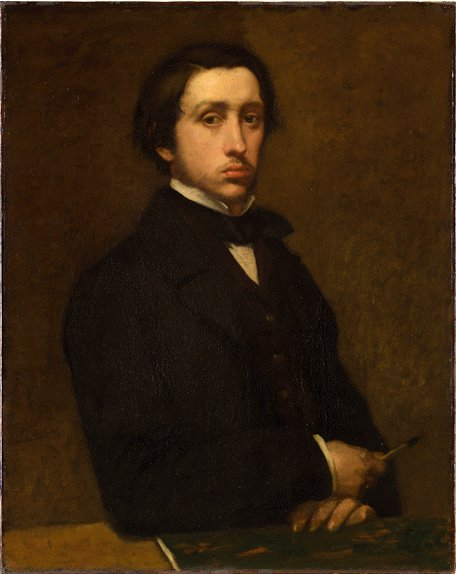
Edgar Degas (* 19. července)

- 2. ledna – Vasilij Perov, ruský malíř († 10. června 1882)
- 10. ledna – John Emerich Edward Dalberg-Acton, anglický historik, politik a novinář († 19. června 1902)
- 17. ledna – August Weismann, německý biolog († 5. listopadu 1914)
- 29. ledna – Adolph Frank, německý chemik, inženýr a podnikatel († 30. května 1916)
- 8. února – Dmitrij Ivanovič Mendělejev, ruský chemik († 2. února) 1907)
- 9. února – Kamehameha IV., havajský král († 30. listopadu 1863)
- 13. února – Heinrich Caro, německý chemik († 11. října 1910)
- 16. února – Ernst Haeckel, německý biolog († 8. srpna 1919)
- 17. března – Gottlieb Daimler, německý vynálezce († 6. března 1900)
- 23. března
  - Johann von Chlumecký, předlitavský státní úředník a politik († 11. prosince 1924)
  - Julius Reubke, německý skladatel, varhaník a klavírista († 3. června 1858)
- 24. března – William Morris, anglický textilní výtvarník a spisovatel († 3. října 1896)
- 25. března – Benjamin Forstner, americký vynálezce († 27. února 1897)
- 26. března – Hermann Wilhelm Vogel, německý chemik a fotograf († 17. prosinec 1898)
- březen – Jozef Gutkaiss, slovenský fotograf († po 1913)
- 4. dubna
  - Jerzy Cienciała, polský politik a národní buditel († 5. dubna 1913)
  - Helena Bavorská, bavorská princezna († 16. května 1890)
- 15. dubna – Herrmann Bachstein, německý stavitel železnic († 4. února 1908)
- 26. dubna – Hugo Schiff, německý chemik († 8. září 1915)
- 30. dubna – John Lubbock, anglický bankéř, politik, archeolog a biolog († 28. května 1913)
- 8. května – Camille Silvy, francouzský fotograf († 2. února 1910)
- 21. května – Marie Izabela Toskánská, rakouská arcivévodkyně, provdaná hraběnka z Trapani († 16. července 1901)
- 23. května – Carl Heinrich Bloch, dánský malíř († 22. února 1890)
- 7. června – Friedrich Kriehuber, rakouský malíř († 12. října 1871)
- 19. června – Charles Spurgeon, britský náboženský reformátor, baptista († 31. ledna 1892)
- 26. června – Walter Bentley Woodbury, britský fotograf a vynálezce († 5. září 1885)
- 11. července – James McNeill Whistler, britský malíř a grafik († 17. července 1904)
- 14. července – Theodor Haase, evangelický duchovní a liberální politik († 27. března 1909)
- 19. července – Edgar Degas, francouzský malíř, vůdčí postava impresionismu († 27. září 1917)
- 2. srpna – Frédéric Auguste Bartholdi, francouzský sochař a architekt († 4. října 1904)
- 4. srpna
  - John Venn, anglický matematik, logik a filosof († 4. dubna 1923)
  - Gaspar Núñez de Arce, španělský básník a politik († 9. června 1903)
- 5. srpna – Ewald Hering, německý fyziolog († 26. ledna 1918)
- 7. srpna – Žofie Bádenská, princezna bádenská a kněžna z Lippe († 6. dubna 1904)
- 22. srpna – Samuel Pierpont Langley, americký astronom, fyzik a vynálezce († 27. února 1906)
- 16. srpna – Josef Löwy, rakouský malíř a dvorní fotograf († 24. března 1902)
- 31. srpna – Amilcare Ponchielli, italský operní skladatel († 17. ledna 1886)
- 2. září – Giorgio Sommer, italský fotograf († 7. srpna 1914)
- 7. září – Édouard Pailleron, francouzský básník a dramatik († 19. dubna 1899)
- 18. září – Giuseppe Incorpora, italský fotograf († 14. srpna 1914)
- 28. září – Josef Stummer, předlitavský státní úředník a politik († 14. července 1903)
- 10. října – Aleksis Kivi, finský spisovatel († 31. prosince 1872)
- 12. října – Amálie Cádizská, cádizská princezna z Bourbonské dynastie († 27. srpna 1905)
- 30. října – Samuel Bourne, britský fotograf († 24. dubna 1912)
- 7. listopadu – Ljuben Karavelov, bulharský spisovatel († 21. ledna 1879)
- 11. listopadu – Franz Steindachner, rakouský zoolog a ichtyolog († 10. prosince 1919)
- 15. listopadu – Marcus Reno, důstojník americké armády († 30. března 1889)
- 20. listopadu – Marie Bádenská, bádenská princezna a leiningenská kněžna († 21. listopadu 1899)
- 26. listopadu – Serafino Vannutelli, italský kardinál († 19. srpna 1915)
- 16. prosince – Léon Walras, francouzský matematický ekonom († 5. ledna 1910)
- 30. prosince – Ernst Georg Ravenstein, britský geograf a kartograf († 13. března 1913)
- ? – Pietro Marubi, albánský malíř a fotograf († 1903)
- ? – Giuseppe Murnigotti, italský vynálezce († 1903)

## Úmrtí

### Česko
- 10. února – Josef Linda, spisovatel (* červenec 1789)
- 14. května – Jan Hýbl, básník, překladatel a redaktor (* 3. září 1786)
- 27. června – Jakub Jan Trautzl, kněz, varhaník, hudební skladatel, spisovatel a pedagog (* 22. února 1749)
- 16. října – Jan Bechyna, vrah a domnělý hudební skladatel (* 1810)
- 31. prosince – Jan Nejedlý, básník, překladatel a vydavatel (* 23. dubna 1776)

### Svět

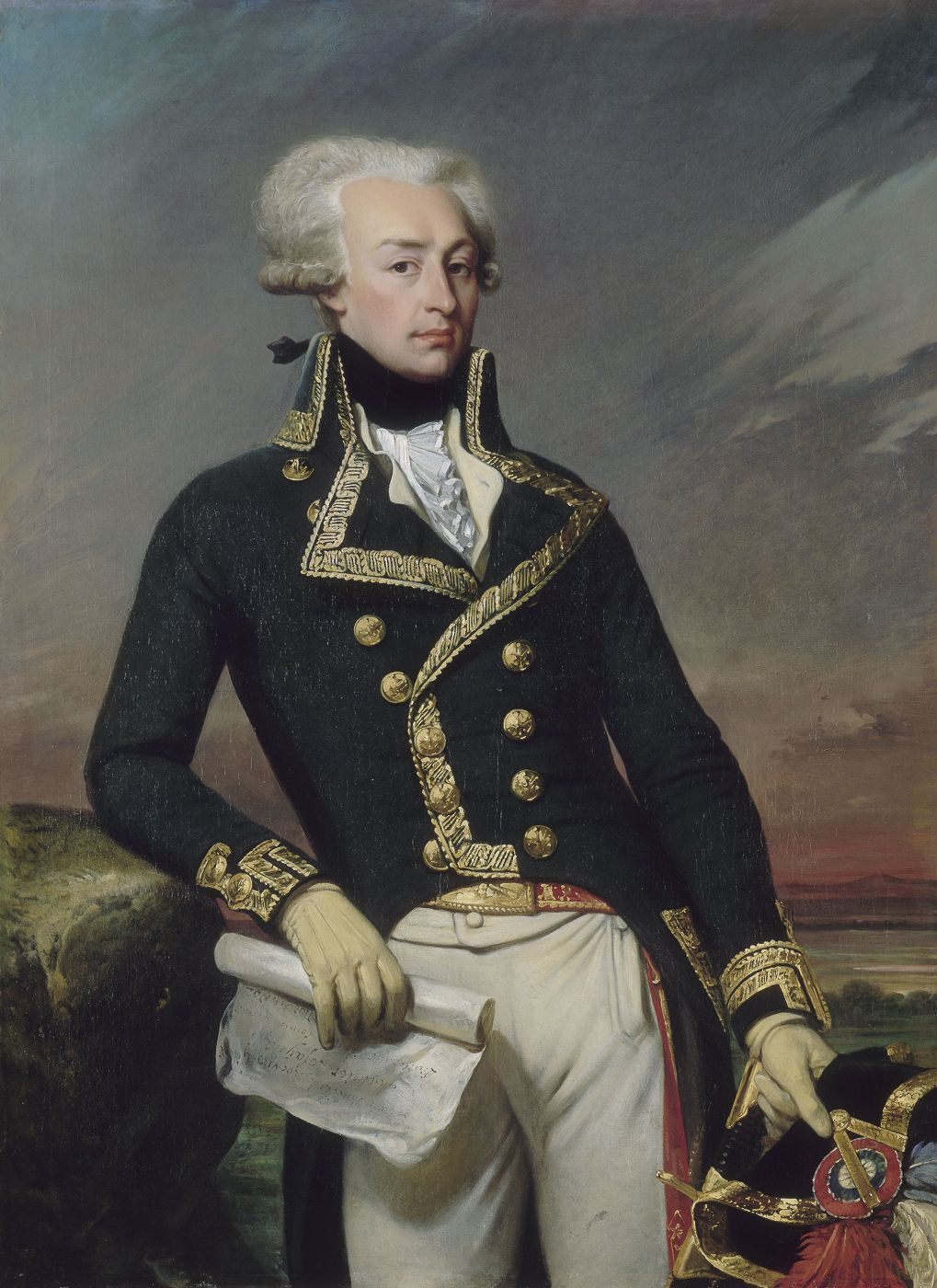
Gilbert du Motier, markýz de La Fayette († 20. května)

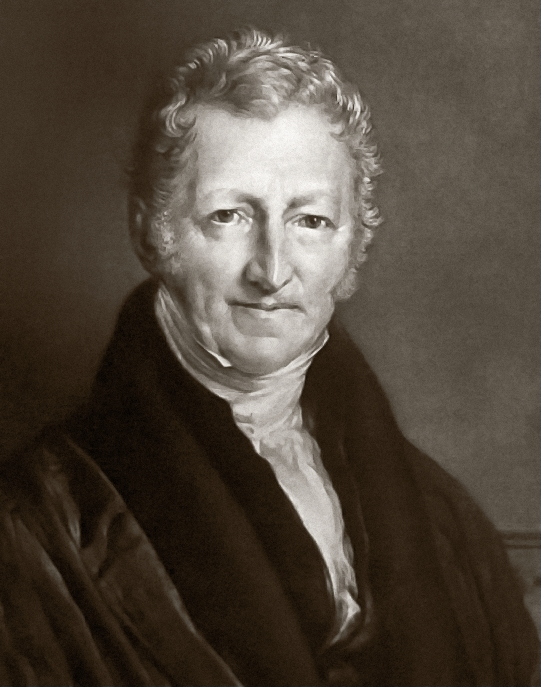
Thomas Robert Malthus († 23. prosince)

- 12. ledna – William Wyndham Grenville, britský státník (* 25. října 1759)
- 14. února – Ludvík Arnošt Buquoy, rakouský grafik, malíř a kreslíř (* 26. prosince 1783)
- 26. února – Alois Senefelder, rakouský herec, vynálezce litografie, dramatik (* 6. listopadu 1771)
- 19. března – Pierre-Auguste Adet, francouzský chemik a diplomat (* 17. května 1763)
- 30. března – Rudolf Ackermann, německý tiskař (* 29. dubna 1764)
- 19. dubna – Jan Křtitel Pola, italský šlechtic (* 1786)
- 3. května – Alexej Andrejevič Arakčejev, ruský generál (* 4. října 1769)
- 20. května – Gilbert du Motier, markýz de La Fayette, francouzský aristokrat, účastník americké války za nezávislost a francouzské revoluce (* 1757)
- 9. června – William Carey, anglický baptistický misionář (* 17. srpna 1761)
- 3. července – Jean-Baptiste Nompere de Champagny, francouzský diplomat (* 4. srpna 1756)
- 16. července – Evžen z Montija, španělský šlechtic (* 12. února 1773)
- 25. července – Samuel Taylor Coleridge, anglický básník, kritik a filosof (* 21. října 1772)
- 1. srpna – Robert Morrison, britský protestantský misionář v Číně (* 5. ledna 1782)
- 7. srpna – Joseph Marie Jacquard, francouzský vynálezce (* 17. července 1752)
- 15. srpna – Vasilij Vladimirovič Petrov, ruský fyzik a chemik (* 19. července 1761)
- 17. srpna – Husein Gradaščević, bosenský generál (* 31. srpna 1802)
- 9. září
  - James Weddell, britský mořeplavec a lovec tuleňů (* 24. srpna 1787)
  - Thomas Telford, skotský stavební inženýr (* 9. srpna 1757)
- 16. září – Antoine-Vincent Arnault, francouzský dramatik, básník a politik (* 1. ledna 1766)
- 24. září – Petr I. Brazilský, brazilský císař (* 12. října 1798)
- 8. října – François Adrien Boieldieu, francouzský skladatel (* 16. prosince 1775)
- 11. října – Jakub Frint, rakouský katolický biskup (* 4. prosince 1766)
- 10. listopadu – George John Spencer, britský šlechtic a druhý hrabě Spencer (* 1. září 1758)
- 18. listopadu – Philip Yorke, 3. hrabě z Hardwicke, britský politik a šlechtic (* 31. května 1757)
- 23. prosince – Thomas Robert Malthus, anglický ekonom (* 13. února 1766)
- 27. prosince – Charles Lamb, anglický spisovatel (* 10. února 1775)

## Hlavy států
- Francie – Ludvík Filip (1830–1848)
- Království obojí Sicílie – Ferdinand II. (1830–1859)
- Osmanská říše – Mahmut II. (1808–1839)
- Prusko – Fridrich Vilém III. (1797–1840)
- Rakouské císařství – František I. (1792–1835)
- Rusko – Mikuláš I. (1825–1855)
- Spojené království – Vilém IV. (1830–1837)
- Španělsko – Isabela II. (1833–1868)
- Švédsko – Karel XIV. (1818–1844)
- USA – Andrew Jackson (1829–1837)
- Papež – Řehoř XVI. (1830–1846)
- Japonsko – Ninkó (1817–1846)
- Lombardsko-benátské království – Rainer Josef Habsbursko-Lotrinský